# Bécasse
Scolopax
Pour la Bécasse de mer, voir Bécasse de mer.
Sous-famille
Genre

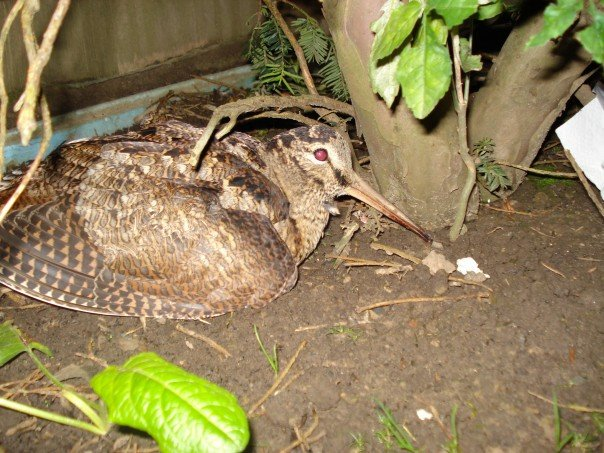
Bécasse des bois (Scolopax rusticola).

Scolopax, la Bécasse, est un genre d'oiseaux limicoles de la famille des Scolopacidae. Il est constitué de huit espèces qui ont pour nom normalisé « Bécasse » en raison de leur bec long et pointu. D'après Alan P. Peterson, ce genre est le seul de la sous-famille des Scolopacinae.

## Alimentation et santé
Les bécasses sont exposées au saturnisme aviaire. Comme elles se nourrissent essentiellement de vers de terre, elles sont donc vulnérables aux facteurs de régression des lombrics (certains pesticides notamment et diminutions du taux de matière organique présente en surface du sol).
Elles sont aussi surexposées aux métaux ou radionucléïdes que les lombrics peuvent fortement accumuler dans les sols comme on l'a notamment montré en Europe de l'Est et du nord après la catastrophe nucléaire de Tchernobyl où, en Norvège par exemple, des taux de césium dépassant la norme de 600 Bq/kg de masse fraîche ont été dépassés en 1986 pour ensuite rapidement diminuer de 40 % chez les vers de terre et de 95 % chez la bécasse (de 1986 à 1990) alors que le taux de radiocésium ne diminuait pas dans le sol, ce qui laisse penser que c'est sa biodisponibilité qui a diminué.

## Habitat
Le peintre anglais William Turner, réalisa en 1813 une aquarelle intitulée Tir de la bécasse sur Otley Chevin, conservée à la Wallace Collection à Londres.

## Liste des espèces
D'après la classification de référence (version 14.1, 2024) de l'Union internationale des ornithologues, il y a 8 espèces du genre Scolopax (ordre philogénique) :
- Scolopax minor Gmelin, JF, 1789 – Bécasse d'Amérique ;
- Scolopax rusticola Linnaeus, 1758 – Bécasse des bois ;
- Scolopax mira Hartert, EJO, 1916 – Bécasse d'Amami ;
- Scolopax bukidnonensis Kennedy et al., 2001[4] – Bécasse du Bukidnon ;
- Scolopax saturata Horsfield, 1821 – Bécasse de Java ;
- Scolopax rosenbergii Schlegel, 1871 – Bécasse de Nouvelle-Guinée ;
- Scolopax celebensis Riley, 1921 – Bécasse des Célèbes ;
- Scolopax rochussenii Schlegel, 1866 – Bécasse des Moluques.